# Dr. Solomon’s Anti-Virus Toolkit
Dr. Solomon’s Anti-Virus Toolkit — первая широко известная антивирусная программа, написанная британским программистом Аланом Соломоном (Alan Solomon) в 1988 году. Включала в себя функции предотвращения заражения, обнаружения вирусов, а также восстановление заражённых файлов.
Она завоевала огромную популярность и просуществовала вплоть до 1998 года, когда компания Dr. Solomon была поглощена другим производителем антивирусов — американской Network Associates Inc (NAI).
Выпускалась для платформ Windows (до версии Windows 98 включительно), Novell, Unix, Solaris, и OS/2.

## История
Dr. Solomon's Anti-Virus был выпущен 1 марта 1988 и стал конкурировать с лидерами рынка Symantec Norton Anti-Virus и McAfee VirusScan за конечного потребителя.
После некоторой напряжённости в отношениях между двумя вышеназыванными программными продуктами, 9 июня 1998 McAfee согласилась приобрести Dr Solomon's Group P.L.C, ведущего европейского производителя антивирусного программного обеспечения, за 642 млн долларов.